# Райнино
Ра́йнино (болг. Райнино) — село в Разградській області Болгарії. Входить до складу общини Ісперих.

## Населення
За даними перепису населення 2011 року у селі проживали 430 осіб.
Національний склад населення села:
| Національність   | Кількість осіб | Відсоток |
| ---------------- | -------------- | -------- |
| болгари          | 243            | 58,4%    |
| турки            | 164            | 39,4%    |
| не визначились   | 8              | 1,9%     |
| Всього відповіли | 416            |          |

Розподіл населення за віком у 2011 році:
Динаміка населення: